# Hyman Minsky
Hyman Philip Minsky (Chicago, 23 settembre 1919 – Rhinebeck, 24 ottobre 1996) è stato un economista statunitense, collocabile vicino al filone dei post-keynesiani, noto per la sua teoria dell'instabilità finanziaria e sulle cause delle crisi dei mercati.

## Teorie finanziarie
Allievo di Joseph A. Schumpeter all'Università di Harvard, Minsky si è sempre più spostato verso posizioni keynesiane, occupandosi in particolare di problemi finanziari. Minsky ha proposto alcune teorie che mettono in relazione la fragilità dei mercati finanziari e le bolle speculative endogene ai mercati.
Minsky sostiene che in periodi di espansione, quando il flusso di cassa delle imprese supera la quota necessaria per pagare i debiti, si sviluppa un'euforia speculativa. All'origine delle crisi vi è un displacement, cioè uno "spiazzamento", che altro non sarebbe che un evento esterno rispetto al sistema macroeconomico, che spinge i soggetti a credere che vi saranno forti rialzi nel valore delle attività (siano queste reali o finanziarie). Ne consegue un'espansione creditizia, che alimenta ulteriormente l'euforia. Nel momento in cui ci si rende conto che l'espansione dei prezzi è terminata, inizia la corsa alla vendita, che può portare al panico sui mercati, e ad effetti negativi anche sull'economia reale. Tale momento è detto in letteratura "Momento di Minsky".
Minsky reintepretò Keynes, rigettando come irrealistiche le ipotesi di razionalità perfetta sia individuale che collettiva. Nel caso di una depressione dei prezzi e dell'occupazione, la caduta dei profitti ha come conseguenza l'insolvenza delle imprese e il crollo degli investimenti privati da parte dei produttori e delle banche. In questo modo, la deflazione deprime la domanda aggregata e aggrava la crisi occupazionale. Secondo Minsky, non si può asserire con certezza che il meccanismo di aggiustamento "spontaneo" dei prezzi sia sempre e automaticamente capace di riequilibrare una situazione di grave crisi macroeconomica.
È notevole il collegamento tra le teorie di Minsky e la crisi dei mutui SubPrime, tanto che i suoi libri sono stati ripubblicati e hanno avuto più diffusione negli ultimi anni di quanto ne abbiano avuta al momento della loro pubblicazione originale. Il New Yorker ha definito tale ritorno alle sue idee "il momento di Minsky".
Minsky si è anche occupato di politiche sociali e, in particolare, di politiche del lavoro. Dal 1960 in poi, fu un forte sostenitore della necessità di un intervento dello stato per creare posti di lavoro, mentre riteneva che i programmi di assistenza e i sussidi avrebbero creato una dipendenza cronica dei soggetti più deboli.

La sua politica non prevedeva il deficit spending, vale a dire l'indebitamento dei più deboli per finanziare un'economia di guerra.

## Riconoscimenti e onorificenze
Minsky era molto legato alla città di Bergamo, dove ha trascorso diverse vacanze estive e coltivato molte amicizie. A lui è dedicato il Dipartimento di Scienze Economiche della Facoltà di Economia dell'Università degli Studi di Bergamo. Inoltre, Bergamo gli ha post mortem concesso la cittadinanza onoraria. Il programma di simulazione econometrica Minsky è così chiamato in onore di Hyman Minsky.

## Opere
Opere tradotte in italiano
- Potrebbe ripetersi? Instabilità e finanza dopo la crisi del '29, Einaudi, Torino, 1982, con una introduzione di Augusto Graziani.
- Keynes e l'instabilità del capitalismo, Bollati Boringhieri, Torino, 2009, titolo originale: John Maynard Keynes, Mc Graw-Hill, 2008.
- Combattere la povertà. Lavoro non assistenza Archiviato l'8 dicembre 2014 in Internet Archive., Ediesse, Roma, 2014, con una introduzione di Riccardo Bellofiore e Laura Pennacchi.

Libri principali in lingua originale
- (2013) Ending Poverty: Jobs, Not Welfare. Levy Economic Institute, New York. ISBN 978-1936192311
- (2008) [1st. Pub. 1975]. John Maynard Keynes. McGraw-Hill Professional, New York. ISBN 978-0-07-159301-4
- (2008) [1st. Pub. 1986]. Stabilizing an Unstable Economy. McGraw-Hill Professional,  New York. ISBN 978-0-07-159299-4
- (1982) Can "It" Happen Again?. M.E. Sharpe, Armonk. ISBN 978-0-87332-213-3

Saggi e altri scritti
- Longer Waves in Financial Relations: Financial factors in more severe depressions, 1964, 'American Economic Review'.
- The Modeling of Financial Instability: An introduction, 1974, Modelling and Simulation.
- The Financial Instability Hypothesis: A restatement, 1978, Thames Papers on Political Economy.
- The Financial-Instability Hypothesis: Capitalist processes and the behavior of the economy, 1982, in Kindleberger and Laffargue, editors, Financial Crises.
- The Global Consequences of Financial Deregulation, 1986, Marcus Wallenberg Papers on International Finance.
- Financial Crises: Systemic or Idiosyncratic?, 1991
- The Capitalist Development of the Economy and the Structure of Financial Institutions[9]
- Minsky e la crisi dei SubPrime_conferenza ottobre 2007 @ Università degli Studi di Bergamo - Caniana, Aula Galeotti (PDF), su wwwdata.unibg.it. URL consultato il 17 gennaio 2009 (archiviato dall'url originale il 19 aprile 2009).

Saggi su Minsky
- (2016) Why Minsky Matters?, L. Randall Wray, Princeton University Press, Princeton. ISBN 9780691159126